# 카트시

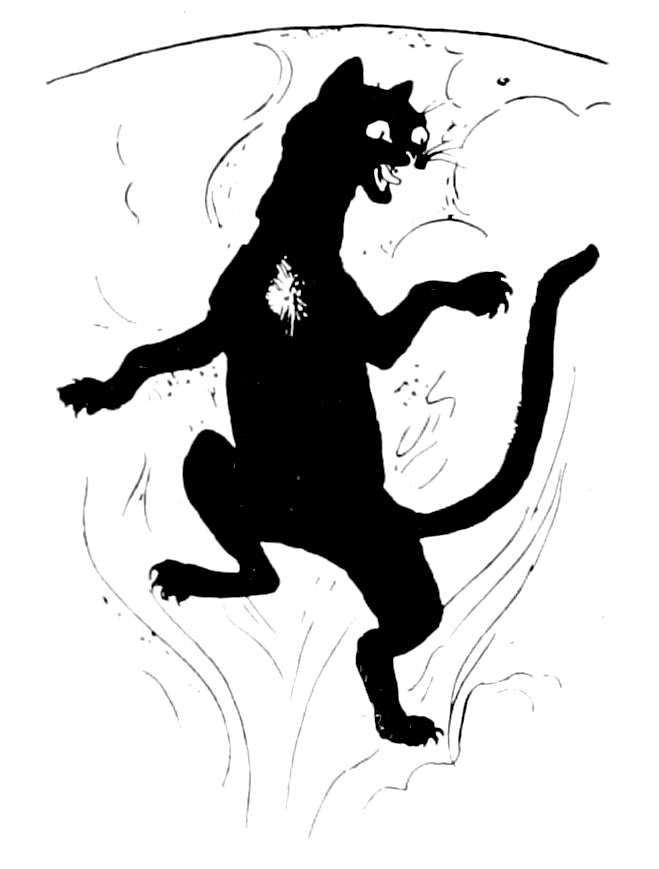

카트시(아일랜드어: Cat Sí, 고대 아일랜드어: Cat Sidhe [kat̪ˠ ˈʃiː], 스코틀랜드 게일어: Cat Sith [kʰaht̪ ˈʃiː])는 켈트 신화에 등장하는 요정(이스시)의 일종이다. 가슴에 흰 점이 있는 덩치 큰 검은 고양이의 모습을 하고 있다. 전설에 따르면 스코틀랜드의 고지대에 출몰한다고 한다. 주로 스코틀랜드 민속에 자주 등장하지만, 아일랜드에서도 가끔 등장하기도 한다.
카트시는 온 몸이 시커먼데 가슴 부분에만 흰색 반점이 있다. 덩치가 웬만한 개만큼 크고 등을 구부려 털을 꼿꼿히 세우는 습성이 있다고 한다. 영국 민담 고양이 대왕에서, 남자가 아내에게 가슴에 흰 점이 있는 검은 고양이 아홉 마리가 왕관을 위에 올린 관짝을 옮기면서 자기에게 "톰 틸드럼에게 팀 톨드럼이 죽었다고 전해 주시오"라고 말하더라는 이야기를 했다. 그 순간 집에서 기르던 고양이 톰이 "뭐라?! 늙은 팀이 죽었구나! 그럼 이제 내가 고양이들의 대왕이다!" 라고 소리를 지르더니 굴뚝으로 기어나갔다. 그 뒤로 부부는 톰을 다시는 볼 수 없었다고 한다.
스코틀랜드 고지대 주민인 하이랜더들은 카트시를 좋아하지 않는다. 그들은 카트시가 사람이 죽었을 때 그 시체가 묻혀서 신에게 영혼이 인도되기 전에 끼어들어 영혼을 훔쳐갈 수 있다고 믿는다. 그래서 시체를 매장하기 전에 카트시가 시체에 접근하지 못하도록 사람들이 밤을 새는 "페일 파달라크"(Feill Fadalach)라는 풍습이 있다. 이때 뜀뛰기, 씨름 등의 놀이를 하거나 개박하를 뿌리고 음악을 시끄럽게 연주해 카트시가 시체가 누워있는 방에 들어가지 못하도록 한다. 또한 카트시는 따뜻한 것을 좋아한다는 이야기가 있기 때문에 시체가 있는 방에는 불을 피우지 않는다. 죽은 사람의 영혼을 훔쳐가는 고양이 요괴라는 점에서 일본의 화차와 유사하다고 할 수 있다.
사완(오늘날의 할로윈) 날에 집 밖에 우유를 한 접시 내다 놓으면 카트시가 그 우유를 먹고 집에 축복을 내려준다는 전승도 있다. 만약 우유를 내놓지 않은 집이 있으면 카트시가 저주를 내려서 소들의 젖이 말라버린다고 한다.
어떤 사람들은 카트시가 사실 고양이로 변신한 마녀라고 생각하기도 했다. 마녀는 고양이로 아홉 번 변신할 수 있는데, 이 회수 제한을 넘기면 평생 고양이로 살아야 한다고 한다. 여기서 고양이가 목숨이 아홉 개라는 속설이 비롯된 것이라는 해석도 있다.

## 같이 보기
- 이스시
- 쿠시 (스코틀랜드 신화)
- 카스 팔루그
- 검은 고양이 (단편소설)